# Quintet de corda núm. 1 (Brahms)
El Quintet de corda núm. 1 en fa major, Op. 88, fou compost per Johannes Brahms l'any 1882 al balneari de la ciutat de Bad Ischl, a l'Alta Àustria. Fou publicat per Fritz Simrock. S'estrenà en un dels vespres de música de cambra a Frankfurt del Main el 29 de desembre de 1882.
Brahms va descriure el quintet a la seva amiga Clara Schumann com a "una de [seves] obres més bones" i va dir a Simrock, "no has tingut mai una obra meva tan bonica." És un "Quintet amb viola" dins del que és indicat per a quartet de corda amb una segona viola.

## Anàlisi musical
L'obra consta de tres moviments:
1. Allegro non troppo ma con brio

Està estructurat en la forma sonata. El primer grup temàtic està en fa major, i el segon està en la major, la primera de les "relacions mediants omnipresents" en aquesta obra.
1. Grave ed appassionato — Allegretto vivace — Tempo I — Presto — Tempo I

En forma de doble variació. El primer tema es basa en un sarabanda que Brahms va escriure el 1854, mentre que el segon tema es basa en un gavota que també va escriure el mateix any. El moviment comença a do♯ major, i acaba en la tonalitat relativa principal, la major, una altra mediant.
1. Allegro energico — Presto

És una fusió de la forma sonata i contrapunt. La tonalitat final del moviment anterior, la major, i la tonalitat d'aquest moviment, fa major, representen un altre cop, una relació en la mediant.
Una interpretació pot durar uns 27 minuts.

## Audició
Quintet de corda núm. 1, Op. 88: 
Interpretació:
- Roxana Pavel Goldstein, Elizabeth Choi, violins;
- Elias Goldstein, Sally Chisholm, violes;
- Jocelyn Butler, violoncel

| I. Allegro non troppo ma con brio |
|                                   |
|                                   |
|                                   |

| 2. Grave ed appassionato - Allegretto vivace - Tempo I - Presto - Tempo I |
|                                                                           |
|                                                                           |
|                                                                           |

| 3. Allegro energico - Presto |
|                              |
|                              |
|                              |